# معزب الغمري (مناخة)

تعديل مصدري - تعديل

معزب الغمري هي إحدى قرى عزلة مسار بمديرية مناخة التابعة لمحافظة صنعاء، بلغ تعداد سكانها 54 نسمة حسب تعداد اليمن لعام 2004.